# 칭하이카라 롱기코니카
칭하이카라 롱기코니카(Qinghaichara longiconica)는 차축조목에 속하는 윤조식물 녹조류의 일종이다. 아클리스토카라과(Aclistocharaceae)와 칭하이카라속(Qinghaichara)의 유일종이다. 현존하지 않는 민물 화석종이다.